# Nicotiana solanifolia
Nicotiana solanifolia là loài thực vật có hoa trong họ Cà. Loài này được Walp. mô tả khoa học đầu tiên năm 1844.